# AFC Unirea Slobozia
El AFC Unirea Slobozia es un equipo de fútbol de Rumania que juega en la Liga I, la primera división nacional.

## Historia
El club fue fundado en el año 1955 en la ciudad de Slobozia del distrito de Ialomița con el nombre Combil Slobozia debido a que estaba controlado por la empresa del mismo nombre y jugó 15 temporadas en las ligas regionales, periodo en el que tuvo varios nombres como Avântul, Voința y Energia.
En la temporada de 1969/71 el Energia sería promovido a la Divizia C luego de ganar la Liga IV Ialomița y vencer en el playoff al ITA București, campeón de Bucarest (0–0 en casa y 2–1 de visita). 
El Unirea Slobozia pasaría la mayor parte de su historia en la Liga III, y no fue hasta 1989 que lograría jugar por primera vez en la Liga II. A inicios de los años 2000 el club se encontró con problemas financieros y desapareció, y luego sería refundado en 2004 como AFC Unirea 04 Slobozia.
El club llegaría a la segunda división luego de tres ascensos consecutivos entre 2012 y 2015. En la temporada 2013–14 superaría a equipos tradicionales como Politehnica Iași y Rapid București
En la temporada 2020–21 el Unirea Slobozia volvería a la Liga II y en la temporada 2023/24 sería campeón de la segunda división y lograría el ascenso a la Liga I por primera vez en su historia.

## Palmarés
- Liga II (1): 2023–24
- Liga III (5): 1982–83, 1985–86, 1988–89, 2011–12, 2019–20

- Subcampeón (3): 1978–79, 1979–80, 2010–11

- Liga IV – Ialomița County (3): 1969–70, 1997–98, 2004–05